# Adam Miranowicz
Adam Jacek Miranowicz – polski fizyk, profesor nauk fizycznych, specjalizuje się w optyce nieliniowej, optyce kwantowej, informatyce kwantowej i nanofizyce, nauczyciel akademicki Uniwersytetu im. Adama Mickiewicza w Poznaniu.

## Życiorys
Studia z fizyki ukończył na poznańskim UAM, gdzie następnie został zatrudniony i zdobywał kolejne awanse akademickie. Stopień doktorski uzyskał w 1994 na podstawie pracy pt. Superpozycje stanów, rozkłady fazowe i quasi-prawdopodobieństwa kwantowych pól optycznych (promotorem był prof. Ryszard Tanaś) za którą otrzymał Nagrodę im. Grzegorza Białkowskiego (III stopnia). Habilitował się w 2005 na podstawie oceny dorobku naukowego i rozprawy o tytule Splecenie kwantowe, dekoherencja oraz metody generacji kubitów i kuditów w optycznych układach nożyc kwantowych. Tytuł naukowy profesora nauk fizycznych został mu nadany w 2014 roku. Gościnne wykłady prowadził m.in. na Uniwersytecie w Rostocku, Uniwersytecie Oksfordzkim, University of Cambridge, w Zjednoczonym Instytucie Badań Jądrowych w rosyjskiej Dubnej, Malaya University w malezyjskim Kuala Lumpur, a także na innych uczelniach europejskich oraz japońskich.
Na macierzystym Wydziale Fizyki UAM pracuje jako profesor w Zakładzie Optyki Nieliniowej. Jest członkiem m.in. American Physical Society oraz American Nano Society. Recenzował setki prac dla kilkudziesięciu międzynarodowych czasopism naukowych. Jest członkiem szeregu komitetów redakcyjnych takich czasopism jak: "International Journal of Optics", "Advances in Applied Physics" czy "Quantum Physics Letters". Swoje prace publikował m.in. w "Physical Review A" oraz "Journal of Optics B: Quantum and Semiclassical Optics".